# Unió Vegetariana Internacional
La Unió Vegetariana Internacional (IVU) és una organització no lucrativa que té com a propòsit promoure el vegetarianisme. Va ser fundada el 1908 a Dresden, Alemanya.
És considerada una organització paraigües, ja que sota aquesta organització hi ha incloses organitzacions de molts països, i organitza sovint Congressos Vegetarians Mundials i Regionals.
El cos governamental de la IVU és el Consell Internacional, i els membres que el formen són voluntaris sense sou electes pels Membres de les Societats a cada Congrés Vegetarià Mundial.